# Ознаго
Ознаго (итал. Osnago) — коммуна в Италии, располагается в регионе Ломбардия, подчиняется административному центру Лекко.
Население составляет 4357 человек, плотность населения составляет 1089 чел./км². Занимает площадь 4 км². Почтовый индекс — 23875. Телефонный код — 039.
Покровителем коммуны почитается святой первомученик Стефан, празднование 26 декабря.